# (3065) Sarahill
(3065) Sarahill es un asteroide perteneciente al cinturón de asteroides, descubierto el 8 de febrero de 1984 por Edward Bowell desde la Estación Anderson Mesa (condado de Coconino, cerca de Flagstaff, Arizona, Estados Unidos).

## Designación y nombre
Designado provisionalmente como 1984 CV. Fue nombrado Sarahill en honor a la astrónoma estadounidense Sarah J. Hill.